# Vox (skivmärke)

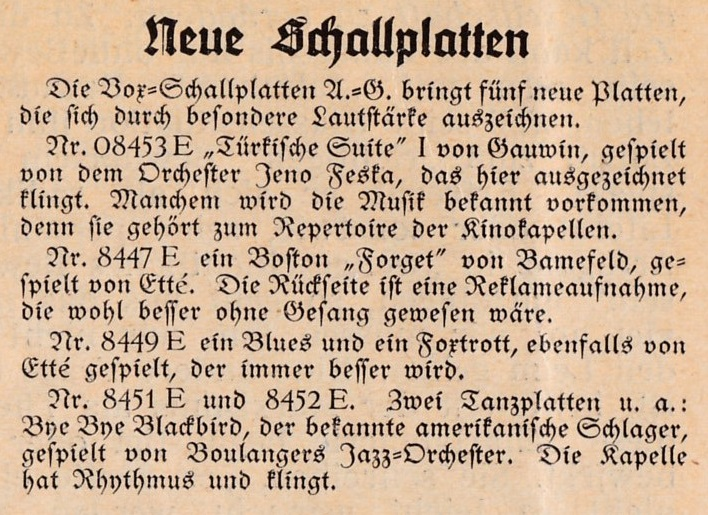
Reklam för skivor från Vox, bland annat med Bernhard Etté, 1927

Vox var ett tyskt skivmärke ägt av Vox-Schallplatten-und Sprechmashinen-AG, inregistrerat 1921.
De första skivorna visades på vårmässan i Leipzig 1922. Det var 25 cm- och 30 cm-skivor inspelade med 80 varv/min. Vox gjorde redan 1924 försök med elektrisk inspelning, som dock icke var framgångsrika. År 1927-1929 tillverkades även 15 cm barnskivor, som gavs ut med etiketten Teddy. Ekonomiskt gick det dåligt, de sista inspelningarna gjordes i februari 1929 och 1 maj samma år upphörde skivproduktionen helt.  Rätten till matriserna hamnade så småningom hos Deutsche Crystalate GmbH och gavs ut på Kristall.
Den svenska serien på 30000 startades 1925, men tycks ha sålt väldigt dåligt eftersom få akustiska inspelningar har påträffats. När Vox lades ner 1929 fortsattes serien av Orchestrola.